# Hirschberg-Test

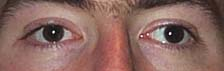
Positiver Hirschberg-Test: Das Hornhautreflexbild des linken Auges erscheint wegen eines Außenschielens am nasalen Rand der Iris.

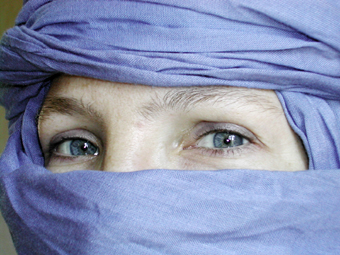
Negativer Hirschberg-Test: zwar dezentrierte, jedoch seitengleiche Position der Hornhautreflexe beider Augen

Der Hirschberg-Test, benannt nach dem deutschen Augenarzt Julius Hirschberg, ist eine einfache und orientierende Untersuchungsmethode von Schielerkrankungen, welche sich die Position der Hornhautreflexbildchen (hier ist der Lichtreflex auf der Hornhaut gemeint; nicht zu verwechseln mit dem Kornealreflex) zunutze macht. Er wird vor allem bei Patienten angewendet, deren Mitarbeit für andere Verfahren nicht ausreichend ist (Säuglinge, Kleinkinder) oder die eine hochgradige Amblyopie unabhängig von der Fixation besitzen.
Die Untersuchung wird mit Hilfe einer kleinen Lichtquelle (Ophthalmoskop, Taschenlampe o. Ä.) durchgeführt. Dabei leuchtet der Untersucher dem Patienten in Höhe des Nasenrückens von vorn möglichst genau zwischen beide Augen. Liegt kein Schielen vor, so ist die Lage der Lichtreflexe an beiden Augen seitengleich. Dabei müssen diese nicht zwangsläufig zentral sein, sondern können auch nasal oder temporal verschoben sein. Entscheidend ist die Gleichheit der Dezentrierung, die abhängig ist vom sogenannten Winkel Kappa, dem Winkel zwischen Gesichtslinie und Pupillenachse. Liegt jedoch ein manifester Strabismus vor, so befinden sich die Hornhautreflexe beider Augen nicht exakt an der jeweils gleichen Stelle, sondern der Reflex des betroffenen Auges ist je nach Schielabweichung verschoben. Dies bedeutet zugleich, dass rotatorische Schielwinkel (Zyklodeviationen) mit dem Hirschberg-Test nicht erfasst werden können.
Prinzipiell ist der Hirschberg-Test ein qualifizierendes Verfahren. Man kann mit einiger Erfahrung den Schielwinkel auch schätzen. Dabei entspricht eine Dezentrierung des Reflexes um einen Millimeter von der Pupillenmitte einer Abweichung von etwa 8°. Um die Größe einer Schielabweichung messen zu können, ist es auch möglich, mit Hilfe einer Prismenleiste das Hornhautreflexbild des schielenden Auges so weit zu verschieben, bis seine Position kongruent zu der des anderen Auges ist. Der Wert des Prismas entspricht dann in der Regel dem objektiven Schielwinkel. Im Allgemeinen ist dieses Verfahren der Schielwinkelmessung mit einem Fehlerbereich von etwa 3° jedoch eher ungenau. Zudem muss ein gegebenenfalls vorhandener Winkel Kappa berücksichtigt werden.
Wird der Hirschberg-Test zur quantifizierenden Messung von Schielwinkeln eingesetzt, ist er auch unter der Bezeichnung Krimsky-Test bekannt.